# Cadulus subfusiformis
Cadulus subfusiformis é uma espécie de molusco pertencente à família Gadilidae.
A autoridade científica da espécie é M. Sars, tendo sido descrita no ano de 1865.
Trata-se de uma espécie presente no território português, incluindo a zona económica exclusiva.